# Río Anllóns
Der Río Anllóns ist ein Fluss in Galicien.

## Wortherkunft
Eine Vermutung besagt, dass der Name Anllóns aus dem lateinischen angulus, Winkel kommt, und daher rührt, dass der Fluss sich in vielen Windungen schlängelt.

## Geografie
Der Fluss entspringt auf dem Gebiet der Gemeinde Laracha bei der Parroquia Soandres auf dem Berg Montemaior auf 480 m Höhe. Er mündet nach 54,4 km in die Ría de Corme y Laxe. Auf seinem Weg durchquert er die Gebiete der Gemeinden Laracha, Cerceda, Carballo, Coristanco, Ponteceso und
Cabana de Bergantiños. Unmittelbar hinter Ponteceso weitet er sich zu einem gewundenen, schlanken Ästuar. An dessen linkem Ufer dehnt sich ein Sumpfgebiet aus.

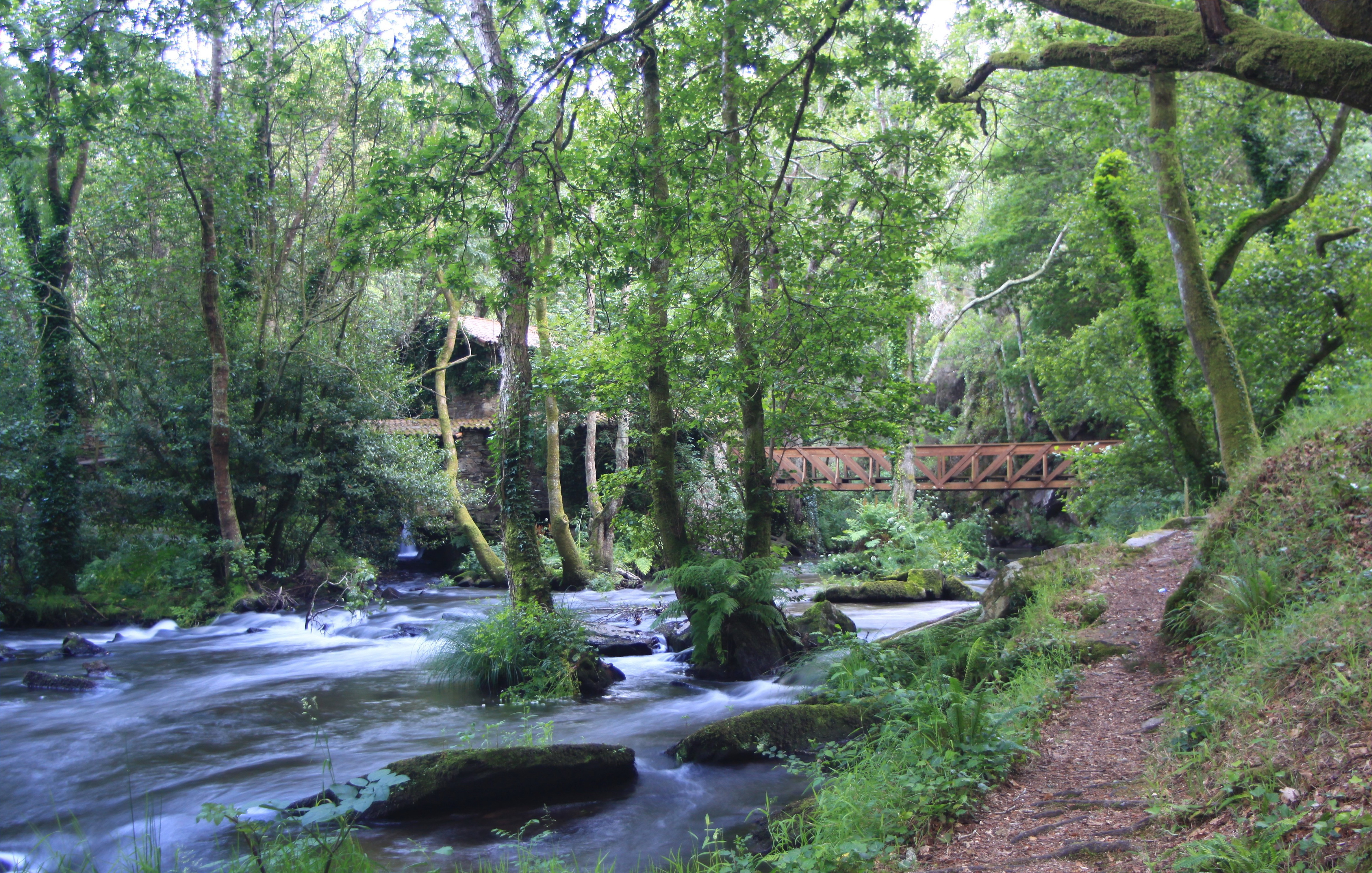
Überschwemmung bei Verdes
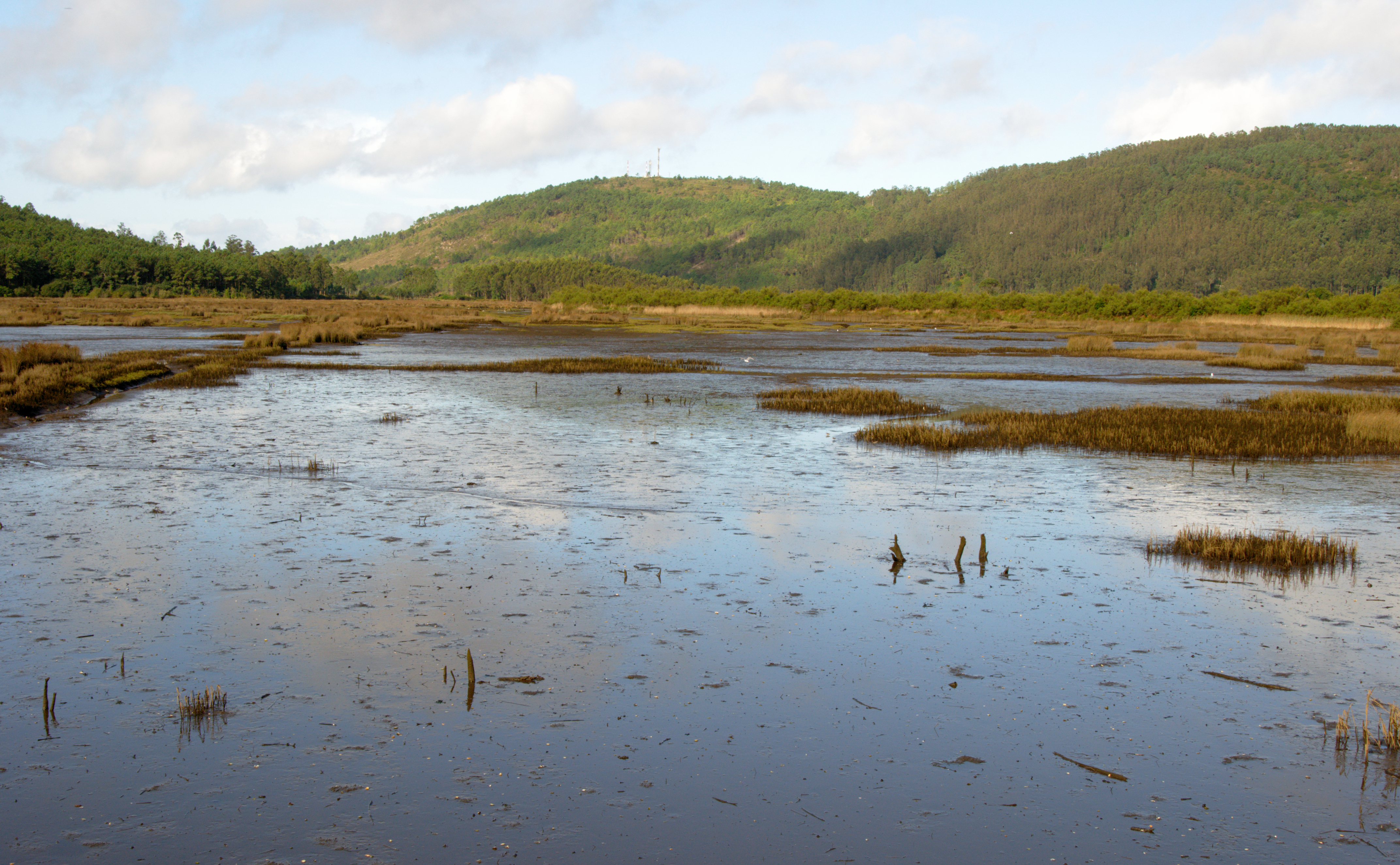
Sumpf unterhalb von Ponteceso
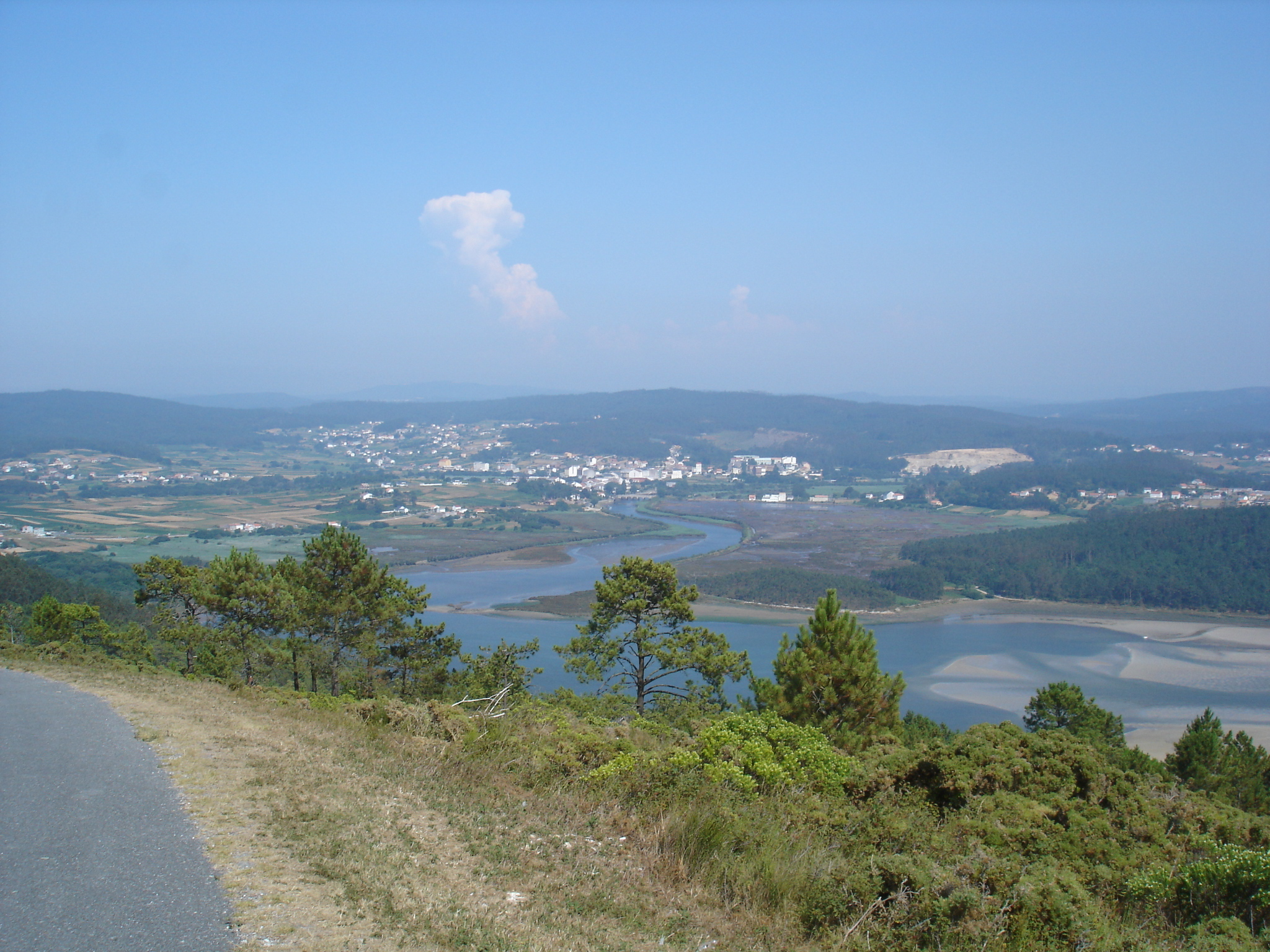
Mündungsgebiet

Die mittlere Wasserführung des Río Anllóns beträgt 9.931 m³/s.

## Nebenflüsse
In seinem Oberlauf erhält der Río Anllóns Wasser von den Bächen Graña, Quenxe, Acheiro, Abaixo, Queo und Bertón. Nachdem er den Monte Neme passiert hat, fließen ihm die Wasser von Gándara, Bandeira, Vao, Galvar, Portecelo und Batán zu. Im Unterlauf, nachdem er die Parroquia Verdes der Gemeinde Coristanco durchquert hat, passiert er Stromschnellen. Auf dem Gebiet von Ponteceso mündet der Lourido in den Río Anllóns.